# Fluorid samarnatý
Fluorid samarnatý je anorganická sloučenina s chemickým vzorcem SmF2. Fluorid samarnatý je jedním z mála stabilních fluoridů vzácných zemin.

## Příprava
Fluorid samarnatý lze připravit redukcí fluoridu samaritého kovovým samariem nebo vodíkem:
2 SmF3 + Sm → 3 SmF2
2 SmF3 + H2 → 2 SmF2 + 2 HF

## Vlastnosti
Fluorid samarnatý je fialová až černá pevná látka. Fluorid samarnatý krystalizuje v kubické krystalové soustavě typu fluoridu vápenatého (Prostorová grupa Fm3m, číslo 225) s hranou mřížky a = 587,7 pm. Délka vazby Sm–F je 2,48 Å.